# 일진회 (폭력 단체)
일진회(一陣會) 혹은 일진(一陣)은 일본에서 유래한 폭력 단체로 흔히 대부분의 학교 내에 존재하는 폭력 조직을 일컫는 말로 쓰인다. 폭력의 우열로 수순을 정해 놓고 일진(一陣), 이진(二陣) 등으로 우선 순위를 나타낸다. 일본에서는 1988년에 처음 등장하였고, 한국에서는 1950년대부터 이와 비슷한 학교 폭력조직 문화가 있다가 1994년부터 일진이라는 단어가 정착했다.

## 어원
일진은 폭력의 우열로 수순을 정해 놓고 일진(一陣), 이진(二陣)으로 우선 순위를 가린다. 일진의 어원은 1988년 일본의 모리타 마사노리의 만화 《비바! 블루스》에 나온 단체이다. 1994년 이후 한국에도 등장, 이후 한국의 중고등학교에서도 많이 쓰는 이름이어서, 일각에서는 이 만화가 학원 폭력의 직접적인 원인이 되었다고 보기도 하지만 논란의 여지가 있다.
일진이란 각 학교 교내에서 싸움, 혹은 집안 재력이 우수한 학생을 가리키는데 보통 싸움과 힘이 우월한 학생들을 일진이라 부른다. 이들은 교내에서 고의로 혹은 타의로 싸움을 벌여 승리한 학생을 중심으로 우두머리로 삼고, 그에게 지거나 패한 또다른 학생들이 부하와 하수인 노릇을 하는 것이 특징이다.
또한 2000년대 이후 대한민국의 각 학교 내에 일진 문화가 정착되면서 그 학교의 선배 일진회원 혹은 근처 상급 학교의 일진회원의 부하가 되거나, 자금이나 여학생을 상납하는 등의 행위를 하기도 한다.
일본에서는 1988년에 이들 폭력 학생을 가리키는 유행어로 등장하였다. 한국에서는 1950년대부터 비슷한 학교 폭력조직 문화가 있다가 1994년부터 일진이라는 단어가 유입되어 정착되었다.

## 실태

### 일탈 행위
일진회는 학교에는 다니지만 학업은 이미 포기한 상태에서 주먹질은 하고 싶어하는 불량학생들이 중심이 되어 힘겨루기를 하는 무리를 일컫는다. 일진회에 소속된 학생들은 비행 및 탈선행위를 일삼고, 일탈 행위도 서슴지 않는다. 비행 및 탈선행위라 함은 술을 마시는 행위(음주), 담배를 피우는 행위(흡연), 부탄가스를 흡입하는 행위(가스흡입), 돼지표본드, 오공본드 등 유기용제가 함유된 접착제를 흡입하는 행위(본드흡입), 진해거담제 및 진통제나 수면제, 각성제를 남용하는 행위(약물남용)를 뜻하고, 때때론 여학생으로 구성된 일진회와 연합하여 다른 학교에 있는 일진회와 싸우기도 한다. 또 이성친구와의 성관계를 맺기도 하고, 낙태 비용을 모으기 위해 후배의 돈을 갈취하기도 한다. 오토바이를 타는 동급생, 동승자(주 동승자는 여학생이나 여대생이다.)와 끼리끼리 뭉쳐서 폭주족을 결성하기도 하며 3·1절이나 광복절등 국경일에 주로 폭주행위를 한다. 그 외에 학교에 무단결석을 하기도 하고, 백화점에서 고가의 의류를 구매하거나 전자기기를 통한 과소비 등의 행동도 있다. 또한 성인들의 자동차를 훔칠 때도 있다.

### 일진 문화의 확산
1993년까지만 해도 대부분 고등학교에만 존재하였으나, 1997년 이후 대상이나 연령이 낮아져 중학교는 물론 2000년대 중반 들어서 초등학교에도 인근 타학교와 연계되는 등 일진 문화가 확산되었다. 2012년에는 초등학생과 중학생을 대상으로 설문을 한 결과, 초등학교, 중학교에도 일진이 존재할 것이라는 조사결과가 나왔다.
2004년에는 유사 일진회가 존재함을 알려주는 밀양 여중생 집단 강간 사건이 있었다. 유사 일진회란 일진회와 비슷한 성격을 갖고 있지만 조직 이름·강령·신고식 등이 없는 또래 집단을 말한다. 유사 일진회는 조직의 실체를 가려내기가 어렵다는 점에서 문제가 되고 있다.
요즈음은, 과거와 달리 각 지역, 학교에 국한된 것이 아니라 널리 이름을 알려 전국구로 나아가기도 하는데, 그 대표적인 예시가 박경호이다. 춘천 출신의 여성이며, 현재 교도소의 수감중이라고 알려져 있다. 그의 이름만 듣고서는 의아할 수 있지만, 성인이 되어 조직생활을 하면서 여성적인 이름이 불편하다고 판단, 개명한 것으로 전해진다. 그의 본명은 현재 그의 최측근들을 제외하곤 알려지지 않았다.

### 졸업, 중퇴 이후
학교을 졸업하거나 중퇴한 후 각종 범죄자가 되거나 경제적으로 하위층으로 전락하는 경우가 많다. 일진 중 일부는 고등학교를 중퇴(자퇴, 퇴학 등)하거나 중학교 무렵부터 이미 성인 폭력 조직과 연계되기도 하여 일부는 졸업 후 상당수가 조직폭력배에 합류하게 된다. 또한 일진이었던 여학생들이 룸살롱, 단란주점 등 유흥업소의 접대부로 일한다는 보도가 나옴으로써 사회에 큰 파문이 일었다.
그러나 일부는 만 18세 이상이 되고 나서 폭력을 끊고 검정고시 등을 거쳐 대학에 진학하거나 취업 등으로 새 삶을 사는 경우도 있으므로 특정한 성격의 문제 학생들에게만 나타난다고 보기도 어렵다.

## 같이 보기
- 밀양 여중생 집단 강간 사건
- 학교 폭력
- 천종호